# Skopiá (ort i Grekland, Mellersta Makedonien)
Skopiá (Skopia) är en ort i Grekland.   Den ligger i prefekturen Nomós Serrón och regionen Mellersta Makedonien, i den nordöstra delen av landet, 300 km norr om huvudstaden Aten. Skopiá ligger 673 meter över havet och antalet invånare är 108.
Terrängen runt Skopiá är huvudsakligen kuperad, men norrut är den bergig. Runt Skopiá är det ganska glesbefolkat, med 29 invånare per kvadratkilometer. Närmaste större samhälle är Alistráti, 6,0 km sydost om Skopiá. Trakten runt Skopiá består till största delen av jordbruksmark.